# Alcañiz
Alcañiz là một đô thị trong tỉnh Teruel, Aragon, Tây Ban Nha. Dân số 15.130 (INE 2005), diện tích 472 km² và mật độ 32,05.